# Балакири
Балакири́ — село в Україні, у Городоцькій міській громаді Хмельницького району Хмельницької області. Населення становить 431 осіб.

## Історія
7 (20) листопада 1917 року, відповідно до Третього Універсалу Української Центральної Ради, увійшло до складу Української Народної Республіки.
12 червня 2020 року, відповідно до розпорядження Кабінету Міністрів України № 727-р «Про визначення адміністративних центрів та затвердження територій територіальних громад Хмельницької області», увійшло до складу Городоцької міської громади.
19 липня 2020 року, в результаті адміністративно-територіальної реформи та ліквідації Городоцького району, увійшло до складу новоутвореного Хмельницького району.
Колищній орган місцевого самоврядування — Жищинецька сільська рада.

## Населення

### Мова
Розподіл населення за рідною мовою за даними перепису 2001 року:
| Мова       | Кількість | Відсоток |
| ---------- | --------- | -------- |
| українська | 430       | 99.77%   |
| румунська  | 1         | 0.23%    |
| Усього     | 431       | 100%     |

## Галерея

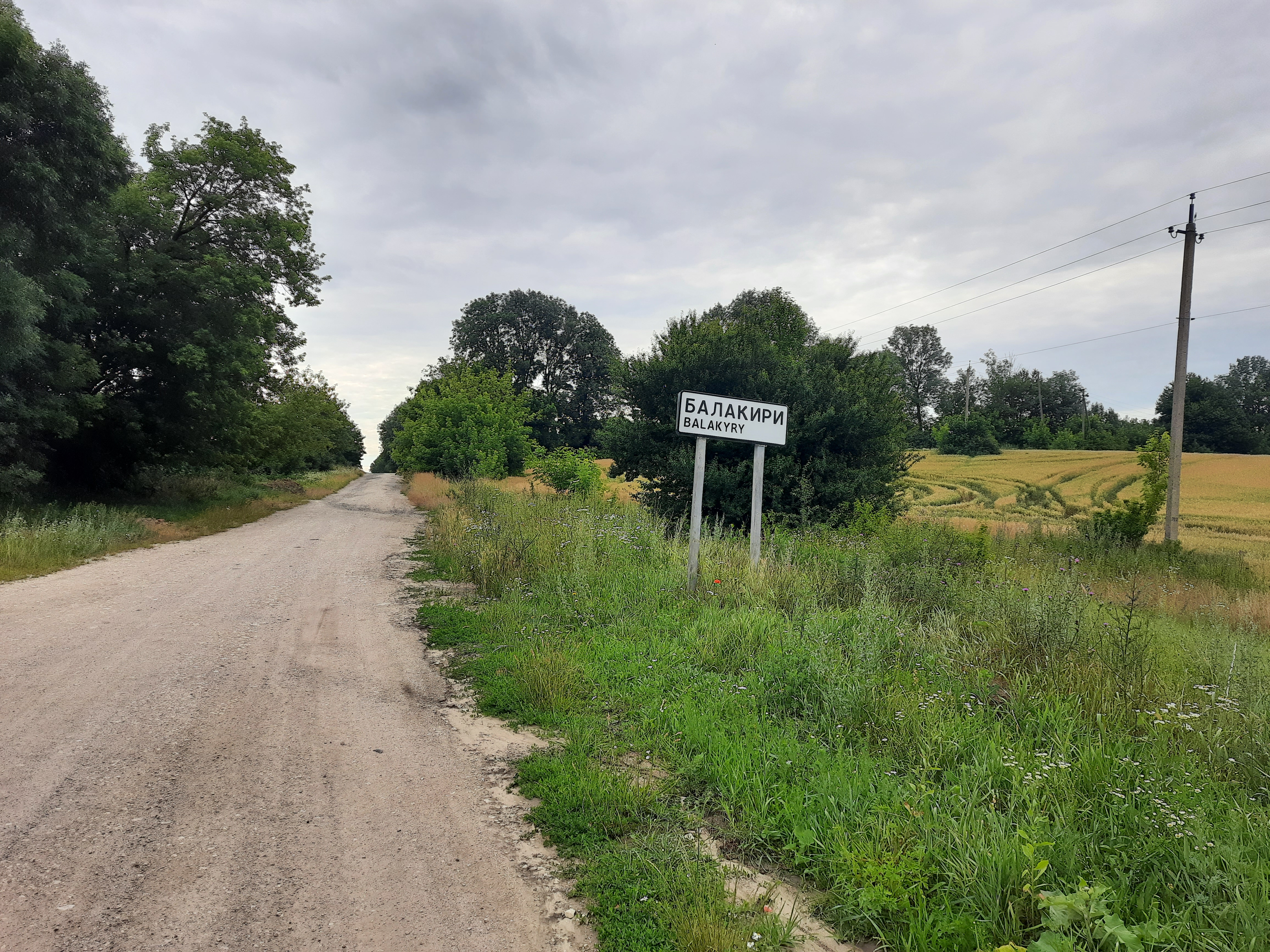
Дорожній знак при в'їзді в село
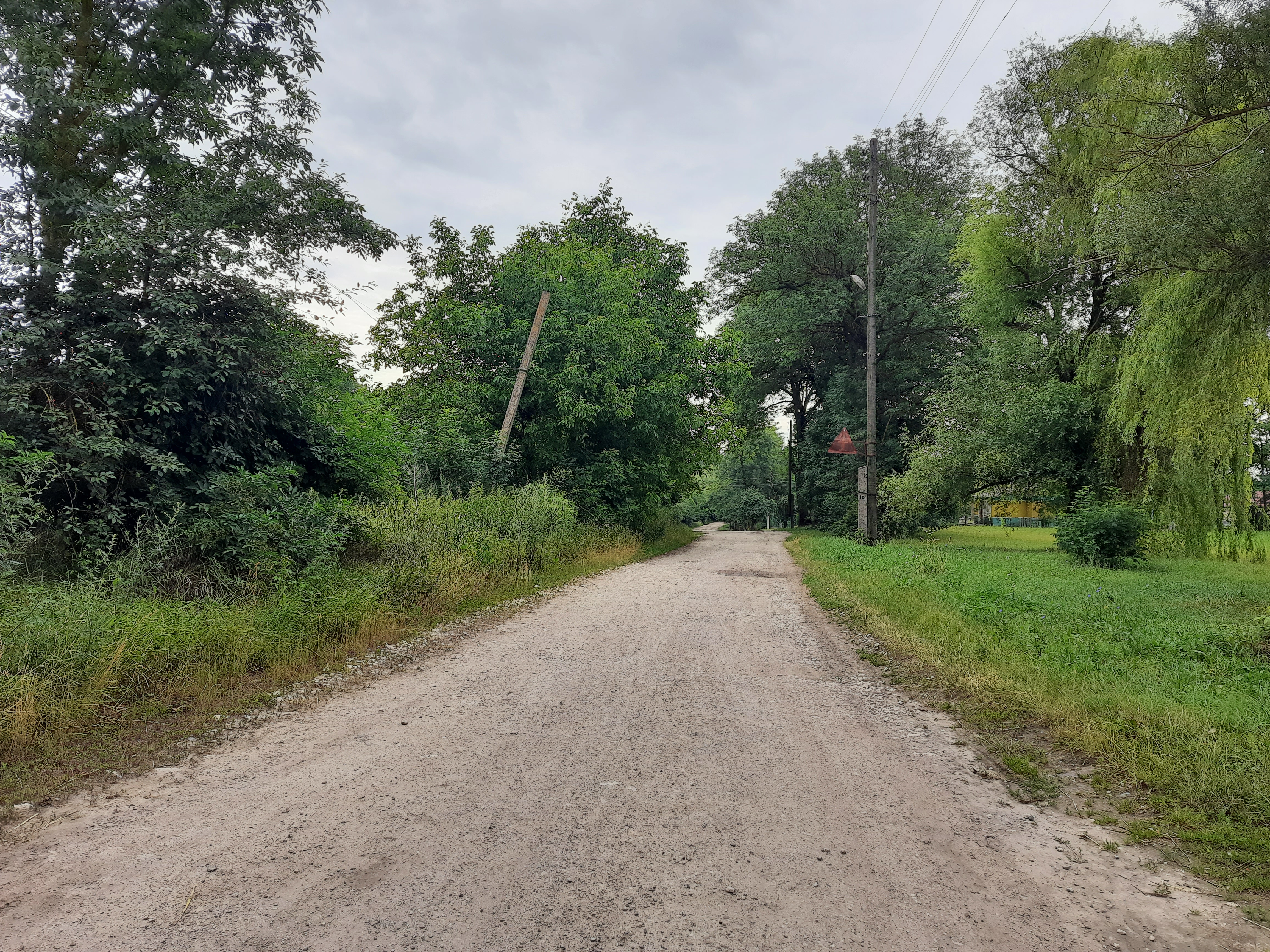
Сільська вулиця
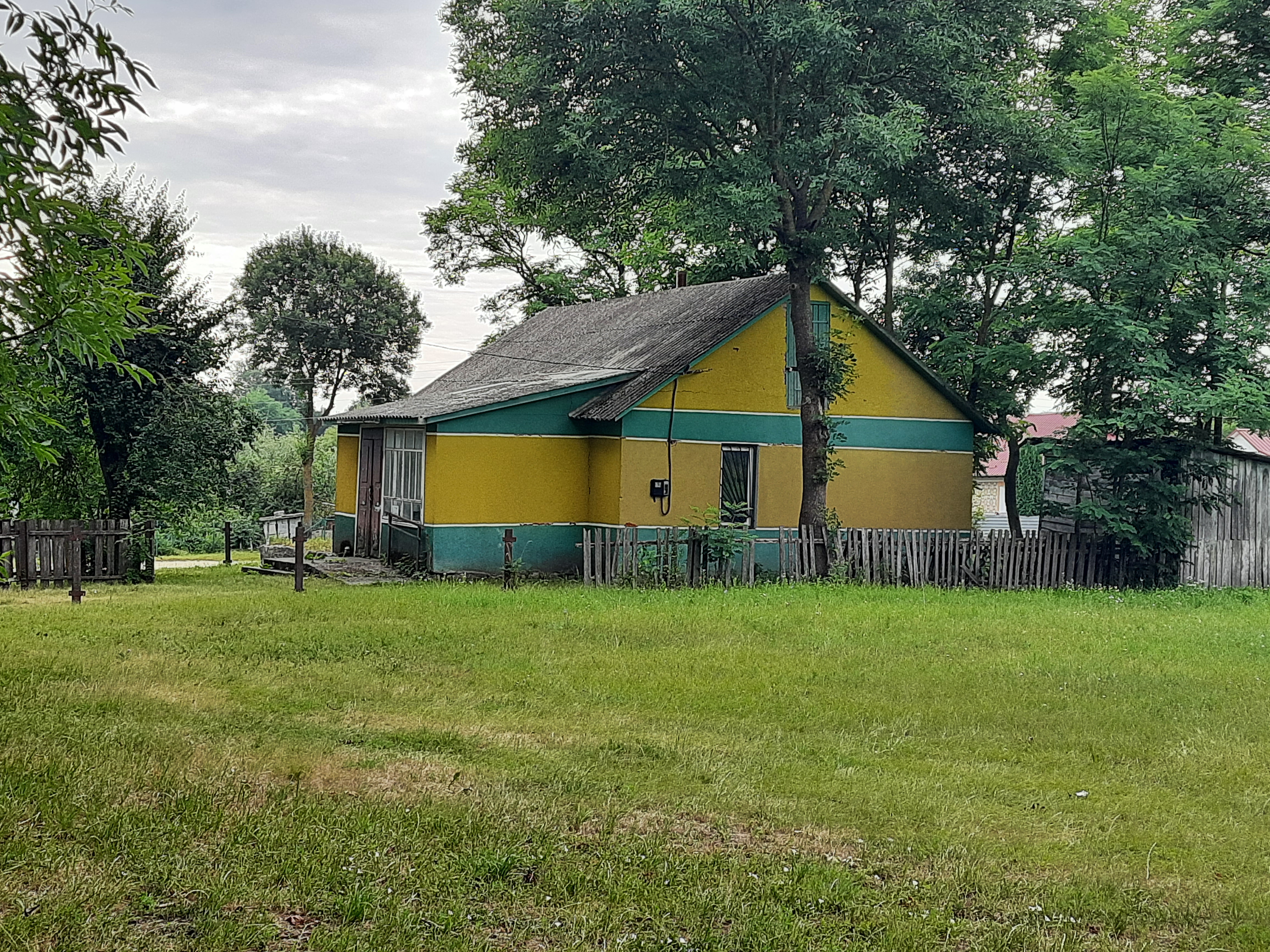
Крамниця
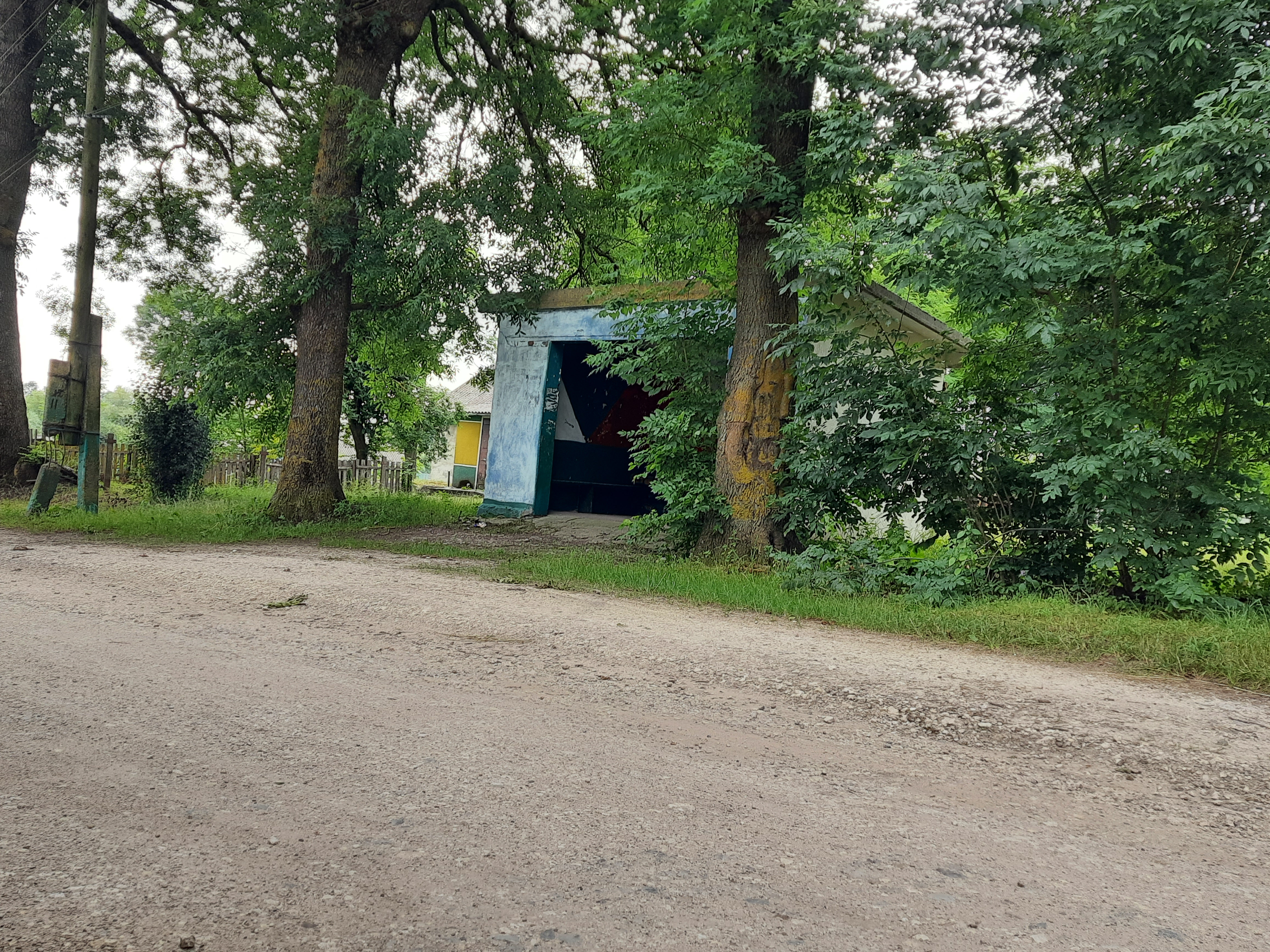
Автобусна зупинка